# Harpaglaea
Harpaglaea là một chi bướm đêm thuộc họ Noctuidae.